# Neoperla costalis
Neoperla costalis är en bäcksländeart som först beskrevs av František Klapálek 1913.  Neoperla costalis ingår i släktet Neoperla och familjen jättebäcksländor. Inga underarter finns listade i Catalogue of Life.